# Papa Gelásio I
São Gelásio I (em latim: Gelasius I) foi papa de 1 de março de 492, até a data de sua morte, em 21 de novembro de 496. Natural da antiga província de África, combateu o pelagianismo, o maniqueísmo e o arianismo, também ratificou os livros canônicos e apócrifos aprovados pela Igreja no Decretum Gelasianum.
Foi um dos primeiros papas que, como sintoma do poder autônomo que vinha adquirindo a Igreja de Roma, efetuou a distinção entre o poder temporal dos imperadores e o espiritual dos papas, através da epístola Duo sunt. Os bispos, de acordo com essa teoria, seriam superiores ao poder temporal. Estabelecido ainda que a figura do Papa não poderia ser julgada por ninguém, porém, também dizia que o papel do Pontífice era antes ouvir do que julgar. Instituiu o Código para uniformizar funções e ritos das várias Igrejas. Filho de um humilde ferreiro, amou os pobres e viveu na pobreza, pelo que foi chamado "Pai dos pobres". Foi este pontífice que começou com a canonização de São Valentim, o santo que se costuma comemorar no dia dos namorados.
É venerado a 20 de Novembro.

## Infalibilidade pontifícia
Foi a partir de Gelásio que se criou a norma eclesiástica, válida até a modernidade, da Infalibilidade papal, valendo-se do primado romano, de que o papa é o sucessor de Pedro, são estas suas palavras:

"…o que a Sede Apostólica afirma em um sínodo, adquire valor jurídico; o que ela há rechaça não tem força de lei."